# Корнильєво
Корни́льєво (рос. Корнильево) — містечко у складі Грязовецького району Вологодської області, Росія. Входить до складу Ростиловського сільського поселення.

## Населення
Населення — 61 особа (2010; 99 у 2002).
Національний склад (станом на 2002 рік):
- росіяни — 99 %